# Centre Pompidou Francilien
Le Centre Pompidou Francilien est un musée d'art en projet à Massy, dans l'Essonne, en France. Première annexe du Centre national d'art et de culture Georges-Pompidou en Île-de-France, il doit ouvrir à l'été 2026.
Le bâtiment qui l'hébergera doit être construit à compter de mai 2024 à l'emplacement d'un terrain de football situé à côté du lac de la Blanchette, non loin de la future station de métro Massy Opéra. Conçue par Philippe Chiambaretta, l'architecture de ce bâtiment de 30 000 m2 rappelle celle imaginée par Renzo Piano pour le centre Beaubourg, l'espace muséal parisien qu'il doit remplacer le temps de la fermeture de celui-ci pour des travaux de désamiantage, de fin 2025 à 2030. Par la suite, le nouvel édifice massicois servira essentiellement à accueillir les réserves du musée national d'Art moderne et du musée Picasso, en plus, donc, de proposer un nouvel espace de visite.